# 末吉秀太
末吉 秀太（すえよし しゅうた、1986年12月11日 - ）は、長崎県佐世保市出身のダンサー・歌手であり、男女混合パフォーマンスグループAAAと「Shuta Sueyoshi」名義にてソロ活動もしている。以前は、インディーズグループ「FRIENDS」のサブリーダー（2003年-2005年）および音楽グループ西風雲のメンバーとして活動していた。身長167cm。エイベックス所属。

## 略歴
- 1986年（昭和61年）12月11日、長崎県佐世保に生まれ育ち[2]。デビュー前には、男性4人組グループ「FRIENDS」のメンバーでサブリーダーを務めた。2003年4月28日、オリジナル曲「Be Together」が3000枚限定生産・発売したCD「STAR OF STARLIGHT VOL.4」に収録された。
- 2005年5月、男女8人編成の音楽ダンスグループ『AAA』が結成されそのメンバーに選ばれ、9月14日にシングル『BLOOD on FIRE』でメジャーデビュー。同年の「第56回NHK紅白歌合戦」「CDTV」では、AAAメンバーの浦田直也、日高光啓、西島隆弘とともに鈴木亜美のバックダンサーを務めた。
- 2006年、メンバーの伊藤千晃、與真司郎、宇野実彩子と共に初出演で、自身主演する単発テレビドラマ「彼らの海・8 - Sentimental Journey -」が放送されており、2009年11月29日に東京国立近代美術館フィルムセンターで上映されていた[3]。
- 2010年、Dream5による2枚目のシングル『僕らのナツ!!』の振付を担当し、またはメンバーの日高光啓とともに3枚目のシングル『恋のダイヤル6700』のミュージックビデオにゲスト出演する[4]。
- 2011年6月25日から、サンリオピューロランドのミュージカル「マイメロディの星と花の伝説」嵐の精役のゲスト声優を務める。
- 2012年以降、毎年恒例のキッズダンスフェスティバル決勝大会では、メンバーの宇野実彩子とともに審査員を務めた。
- 2014年6月、よみうりランドで「末吉秀太 SPECIAL DANCE NUMBER」を開催。
- 2015年7月27日、自身初となるソログッズを販売。
- 2016年3月28日 - 29日、恵比寿リキッドルームで自身初のソロライブ「Shuta Sueyoshi Solo live 「S」」を開催。オリジナル楽曲である『Baby Don’t Cry』、『Switch』、『to.ri.ca.go』を初披露された。
- 2017年5月2日 自身のTwitterで「Shuta Sueyoshi」として本格的に活動することを発表。『Baby Don't Cry』から『Sad Story』に曲名を変更し、5月9日よりiTunes Store、Apple musicでオリジナル楽曲3曲が配信された。日本、香港、台湾のiTunes Storeで、『Switch』がランキング1位を獲得。5月17日から、他音楽サイトでの配信が始まった。
- 2017年7月13日、メンバーの宇野実彩子とケンタッキーフライドチキン 「krushers」のCMに抜擢された。
- 2018年1月3日、ファーストアルバム「JACK in The BOX」発売とともにソロデビュー(2020.5.2のスンスタライブにて決定。)
- 2018年8月30日、DA PUMPのISSAと共に『仮面ライダージオウ』の主題歌を担当[5]。末吉はAAA DEN-O Formとして『仮面ライダー電王』の主題歌『Climax Jump』を担当して以来の参加となる。
- 2019年6月20日、今夏アパレルブランドを立ち上げることを自身のTwitterにて発表。7月18日、ブランド名「armillary.」であることを発表。7月21日始動となる。併せてarmillary.公式サイト、公式Twitter、また本人の公式Instagramアカウントも公開された。
- 2020年5月に新型コロナウイルス対策支援として日本赤十字社に、自身のアパレルブランド「Armillary.」で制作したチャリティマスクの収益928万3373円と、個人の1,000万円を合わせた1,928万3373円を寄付した。これにより「公益のため多額の私財を寄付した」として、2021年6月30日付で紺綬褒章が日本国政府より授与された[6][7]。

## 人物・エピソード
- 座右の銘 は「天才は有限、努力は無限」。
- ブレイクダンス大会ではトップの実力者。AAAのアクロバット担当。
- お気に入りの楽曲は「僕の憂鬱と不機嫌な彼女」。
- 好きなミュージックビデオは「Miss you」。
- 好きな駄菓子は明治製菓の「QUN 青うめ味」。
- 好きなポケモンはゲンガー。
- ジャパネットたかたの高田社長のものまねをすることがある。役柄は「シュウタNET社長たかたん」であり、アシスタントは宇野実彩子が演じる「みさこ」である。なお、高田社長は長崎県出身であり、ジャパネットたかたも長崎県佐世保市の企業である。
- T.M.Revolutionの西川貴教のものまねができる。
- 好きなキャラクターは、アドベンチャータイムのジェイクでフィギュアやスマホの待ち受け画面にしたりとしている
- 高校中退
- 古坂大魔王から新しいニックネーム「シューティ」を名付けてもらった。
- テレビに出演する際、パンツをはくのを忘れていたことがある。

## 趣味・特技
趣味はゲーム、漫画。
ゲーマーであることを自身のTwitterで公表している。初めてプレイしたゲームは「スーパーマリオブラザーズ」、当時2歳3ヶ月。
ハマっているゲームは「モンスターハンターダブルクロス」、「クラッシュ・ロワイヤル」。Nintendo 3DS、Nintendo Switchを所持し、休憩の合間にやっている。
お笑い芸人のザ・たっち、安田大サーカスと交友があり、プライベートではオンラインゲームをしている。
また、自身のyoutubeチャンネルである「しゅーた。」にてゲーム実況をゲスト(主にザ・たっち)を混じえて公開している。

## 出演

### テレビ
- 彼らの海8（2006年2月26日、フジテレビ） - 関裕輔役
- バナナ♪ゼロミュージック（2017年4月8日、NHK）

### 舞台
- Love Musical（2009年）(主演)[8]
- サンリオピューロランド「マイメロディの星と花の伝説」（2011年6月25日 - 2015年5月24日） - 嵐の精 役（声の出演）
- シダの群れ 港の女歌手編（2013年）[9]

### ライブ
- AsiaProgress 2017（2017年7月17日、東京体育館）
- takagi presents TGC KITAKYUSHU 2017 by TOKYO GIRLS COLLECTION（2017年10月21日、北九州市・西日本総合展示場新館）
- a-nation 2018 長崎 (2018年8月4日、ハウステンボス･ロッテルダム特設会場)
- 超英雄祭KAMEN RIDER × SUPER SENTAI LIVE & SHOW2019(2019年1月23日、日本武道館)
- a-nation 2019 大阪 (2019年8月18日、ヤンマースタジアム長居)

### コンテスト・オーディション審査員
- 第1回キッズダンスフェスティバル決勝大会 [10]
- 第2回キッズダンスフェスティバル決勝大会[11]
- 第3回キッズダンスフェスティバル決勝大会 [12]
- 第4回キッズダンスフェスティバル決勝大会[13]

### CM
| 企業名                          | 商品                  | 年     | タイアップ       | 共演者                                 |
| ------------------------------- | --------------------- | ------ | ---------------- | -------------------------------------- |
| セブンアンドアイ イトーヨーカ堂 | BODY COOLER/WHITE BIZ | 2011年 | No cry No more   | 西島隆弘・浦田直也・日高光啓・與真司郎 |
| セブンアンドアイ イトーヨーカ堂 | BODY HEATER           | 2011年 | CALL             | 西島隆弘・浦田直也・日高光啓・與真司郎 |
| セブンアンドアイ イトーヨーカ堂 | BODY COOLER/WHITE BIZ | 2012年 | Still Love You   | 西島隆弘・浦田直也・日高光啓・與真司郎 |
| セブンアンドアイ イトーヨーカ堂 | BODY COOLER/WHITE BIZ | 2013年 | PARTY IT UP      | 西島隆弘・浦田直也・日高光啓・與真司郎 |
| ケンタッキー                    | Krushers              | 2017年 | クラッシュダンス | 宇野実彩子                             |

### ミュージック・ビデオ
- Dream5「恋のダイヤル6700」（2011年1月1日）

## 著者

### 写真集
- 末吉秀太1stソロ写真集 「S」（2015年3月6日）[14]
- 末吉秀太2ndソロ写真集「Shuta Sueyoshi photo book in London」（2019年12月11日)

### 雑誌
- JUNON 8月号（2016年6月23日）

- JUNON 12月号（2016年10月22日）

## 音楽作品
「Shuta Sueyoshi」名義で活動

### シングル
| # | 発売日         | タイトル                               | 最高位 | 備考                                              |
| - | -------------- | -------------------------------------- | ------ | ------------------------------------------------- |
| 1 | 2019年1月23日  | Over "Quartzer"                        | 2位    | Shuta Sueyoshi feat.ISSA 名義                     |
| 2 | 2020年12月16日 | Max Charm Faces ～彼女は最高♡♡!!!!!!～ | 37位   | Shuta Sueyoshi with Totoko♡Nya & 松野家6兄弟 名義 |

### 配信シングル
| 枚数 | 発売日         | タイトル                                                     | 初収録アルバム  | 備考                                    |
| ---- | -------------- | ------------------------------------------------------------ | --------------- | --------------------------------------- |
| 1    | 2017年5月9日   | Switch / Sad Story / to.ri.ca.go                             | JACK IN THE BOX | Sad Storyの旧名称はBaby Don't Cryである |
| 2    | 2017年10月27日 | 秒針 Re:time                                                 | JACK IN THE BOX |                                         |
| 3    | 2018年9月1日   | Over "Quartzer" (TVOP ver.)                                  |                 | Shuta Sueyoshi feat.ISSA 名義           |
| 3    | 2018年11月4日  | Over "Quartzer"                                              |                 | Shuta Sueyoshi feat.ISSA 名義           |
|      | 2020年10月14日 | Max Charm Faces ～彼女は最高♡♡!!!!!!～ トト子 TypeA TVサイズ |                 |                                         |
| 4    | 2021年9月22日  | 灯蛾                                                         | Bifröst         |                                         |
| 5    | 2023年12月13日 | NEVERLAND                                                    | Bifröst         |                                         |
| 6    | 2024年3月20日  | Shampoo                                                      | Bifröst         |                                         |

### アルバム
| # | 発売日        | タイトル        | 販売形態                   | 規格品番    | 順位 |
| - | ------------- | --------------- | -------------------------- | ----------- | ---- |
| 1 | 2018年1月3日  | JACK IN THE BOX | CD+DVD                     | AVCD-93766B | 9位  |
| 1 | 2018年1月3日  | JACK IN THE BOX | CD                         | AVCD-93767B | 9位  |
| 2 | 2019年1月16日 | WONDER HACK     | CD+DVD                     | AVCD-96108B | 7位  |
| 2 | 2019年1月16日 | WONDER HACK     | CD                         | AVCD-96109  | 7位  |
| 3 | 2020年2月12日 | prêt-à-porter   | CD+DVD                     | AVCD-96436A | 12位 |
| 3 | 2020年2月12日 | prêt-à-porter   | CD+Blu-ray                 | AVCD-96437A | 12位 |
| 3 | 2020年2月12日 | prêt-à-porter   | CD                         | AVCD-96438A | 12位 |
| 4 | 2024年8月14日 | Bifröst         | CD SS App/mu-mo SHOP限定盤 | AVC1-63613  | 25位 |
| 4 | 2024年8月14日 | Bifröst         | CD SS App限定盤            | AVC1-63612  | 25位 |
| 4 | 2024年8月14日 | Bifröst         | CD                         | AVC1-63611  | 25位 |

### 映像作品
| # | 発売日        | タイトル                                                       | 販売形態                              | 規格品番      | 順位 |
| - | ------------- | -------------------------------------------------------------- | ------------------------------------- | ------------- | ---- |
| 1 | 2018年8月1日  | Shuta Sueyoshi LIVE TOUR 2018 -JACK IN THE BOX- NIPPON BUDOKAN | DVD                                   | AVB1-92691    | 3位  |
| 1 | 2018年8月1日  | Shuta Sueyoshi LIVE TOUR 2018 -JACK IN THE BOX- NIPPON BUDOKAN | Blu-ray                               | AVX1-92692    | 3位  |
| 1 | 2018年8月1日  | Shuta Sueyoshi LIVE TOUR 2018 -JACK IN THE BOX- NIPPON BUDOKAN | DVD(スマプラ対応)                     | AVBD-92689    | 3位  |
| 1 | 2018年8月1日  | Shuta Sueyoshi LIVE TOUR 2018 -JACK IN THE BOX- NIPPON BUDOKAN | Blu-ray (スマプラ対応)                | AVXD-92690    | 3位  |
| 2 | 2019年10月9日 | Shuta Sueyoshi LIVE TOUR 2019 -WONDER HACK-                    | 2DVD＋PHOTOBOOK＋スマプラムービー     | AVB1-92844～5 | 2位  |
| 2 | 2019年10月9日 | Shuta Sueyoshi LIVE TOUR 2019 -WONDER HACK-                    | 2Blu-ray＋PHOTOBOOK＋スマプラムービー | AVX1-92846～7 | 2位  |
| 2 | 2019年10月9日 | Shuta Sueyoshi LIVE TOUR 2019 -WONDER HACK-                    | DVD                                   | AVBD-92842    | 2位  |
| 2 | 2019年10月9日 | Shuta Sueyoshi LIVE TOUR 2019 -WONDER HACK-                    | Blu-ray                               | AVXD-92843    | 2位  |
| 3 | 2022年2月23日 | Shuta Sueyoshi LIVE TOUR 2020 - prêt-à-porter -                | 2DVD(スマプラ対応)                    | AVB1-27493～4 | 6位  |
| 3 | 2022年2月23日 | Shuta Sueyoshi LIVE TOUR 2020 - prêt-à-porter -                | 2Blu-ray(スマプラ対応)                | ABX1-27495    | 6位  |
| 3 | 2022年2月23日 | Shuta Sueyoshi LIVE TOUR 2020 - prêt-à-porter -                | DVD(スマプラ対応)                     | AVBD-27491    | 6位  |
| 3 | 2022年2月23日 | Shuta Sueyoshi LIVE TOUR 2020 - prêt-à-porter -                | Blu-ray(スマプラ対応)                 | AVXD-27492    | 6位  |

### 参加作品
| 発売日         | アーティスト       | アルバム                                          | タイトル                                                                   |
| -------------- | ------------------ | ------------------------------------------------- | -------------------------------------------------------------------------- |
| 2015年1月28日  | V.A.               | BULLMOOSE presents FLOATIN' LAB II                | M-4「You Love Me」NIHA-C and 末吉秀太（AAA）                               |
| 2017年9月15日  | Takanori Nishikawa | ※配信シングル                                     | 「BIRI x BIRI feat.Shuta Sueyoshi (AAA)」                                  |
| 2017年10月11日 | SPICY CHOCOLATE    | スパイシーチョコレート BEST OF LOVE SONGS -album- | M-1「君のことが好きだったんだ feat. BENI, Shuta Sueyoshi (AAA) & HAN-KUN」 |

## タイアップ
| 起用年 | 曲名            | タイアップ先                                                |
| ------ | --------------- | ----------------------------------------------------------- |
| 2017年 | 秒針 Re:time    | よみうりランド ジュエルミネーション2017イメージソング       |
| 2018年 | 体温            | TOKYO MXアニメ『SPIRITPACT -黄泉の契り-』オープニングテーマ |
| 2018年 | Over “Quartzer” | テレビ朝日系列『仮面ライダージオウ』主題歌                  |

## グッズ

### shuta sueyoshi FULL YEAR GOODS
- half-length sleeve Tshirt Black/White
- Boston bag pouch Camel&Ivory/Gray&White

shuta sueyoshi SUMMER GOODS （2017年7月13日 発売）
- Tshirt White
- Tshirt Black
- Big Towel
- Floating Keychain
- Clear Pocket Tote Bag
- Waterproof Phone Pouch

Shuta Sueyoshi 2019 SUMMER （2019年8月6日 発売）
- ビッグタオル
- クリアショルダーバッグ
- ICカードホルダースマホリング
- クリアバングル(Black/Gold/Silver/Clear/Pink)
- Tシャツ(White/Black)

### アパレルコラボ
shuta sueyoshi × 163byAKM
- プリントデザインビッグTシャツ(ホワイト/ブラック)
- ボトルネックロング袖Tシャツ(ホワイト/ブラック)
- ロング丈プリントスリーブレストップ(ホワイト)
- サイドラインフードZIPパーカ(ホワイト)
- シャギー裏毛サイドラインパンツ(ホワイト/グレー/ブラック)
- スタッズ付ニットカーディガン(ベージュ/ブラック)
- ニットトレーナー(ホワイト/ブラック/ボーダー)
- チェックシャツ(ピンク/イエロー/ホワイト)
- パーカー(ホワイト/ブラック)
- ロゴプリントMA-1ジャケット(バーガンディ/ブラック/カーキ)
- ZIPデザインカツラギスキニーパンツ(ホワイト/ブラック)